# Сибирь (Кирово-Чепецкий район)
Сиби́рь — деревня в Кирово-Чепецком районе Кировской области в составе Пасеговского сельского поселения.

## География
Расположена на расстоянии примерно 9 км по прямой на запад-юго-запад от центра поселения села Пасегово. Деревня состоит из трех частей: центральной, Малой Сибири (к северу от центральной) и северо-западной.

## История
Известна с 1722 года как деревня Хлынова города Вознесенской церкви с 13 дворами, в 1764 году 132 жителя. В 1873 году здесь (деревня Сибирь или Хлынова города Вознесенской церкви) учтено дворов 38 и жителей 333, в 1905 (деревня Вознесенской церкви или Сибирь) 18 и 120, в 1926 (Большая Сибирь) 29 и 137, в 1950 17 и 52, в 1989 23 жителя. Настоящее название утвердилось с 1978 года. В состав деревни вошла в 1950-е годы Малая Сибирь или Ларюшинцы.

## Население
Постоянное население составляло 29 человек (русские 100%) в 2002 году, 28 в 2010.